# Cratere Aconia
Aconia è un cratere sulla superficie di 4 Vesta.